# Diaspora congolaise (RDC)
 (avril 2021).
La diaspora congolaise désigne les populations ayant des ancêtres congolais (RDC), résidant dans d'autres pays du monde, autres que la République démocratique du Congo, elle fait partie des diasporas les plus importantes d’Afrique.

## Histoire

### Pré-indépendance

#### Traites esclavagistes
Bien qu'étant des descendants d'habitants du territoire actuel de la République Démocratique du Congo,il n'existait pas de nation a l'époque possédant le même territoire et aussi en raison du fort métissage ils sont classés en tant que membres de la diaspora africaine.

## Migrations

### Type de migrant
En 2000, 9,02% de tous les diplômés de l'enseignement supérieur émigraient.

### Principaux foyers d’accueil

#### Afrique
| Pays d'accueil            | population du pays d'accueil | nombre de Congolais | PIB/habitant du pays (FMI) |  |
| ------------------------- | ---------------------------- | ------------------- | -------------------------- |  |
| Ouganda                   | 39570125                     | 303580              | 2352                       |  |
| République du Congo       | 4662446                      | 266319              | 6707                       |  |
| Rwanda                    | 12337138                     | 230622              | 2081                       |  |
| Burundi                   | 11844520                     | 167768              | 808                        |  |
| Soudan du Sud             | 11562695                     | 82755               | 1503                       |  |
| Tanzanie                  | 55155000                     | 62070               | 3283                       |  |
| Angola                    | 28359634                     | 43192               | 6813                       |  |
| République centrafricaine | 5277959                      | 34601               | 681                        |  |
| Zambie                    | 14638505                     | 22670               | 3997                       |  |
| Pays non-voisins directs  |                              |                     |                            |  |
| Kenya                     | 47251000                     | 11292               | 3496                       |  |
| Gabon                     | 1672597                      | 8485                | 19266                      |  |
| Botswana                  | 2155784                      | 3391                | 18146                      |  |
| Cameroun                  | 23739218                     | 3134                | 3359                       |  |
| Namibie                   | 2198406                      | 2918                | 11528                      |  |
| Mozambique                | 27220000                     | 2337                | 1266                       |  |
| Malawi                    | 15805239                     | 2210                | 1172                       |  |
| Érythrée                  | 6380803                      | 1688                | 1434                       |  |
| Soudan                    | 41511526                     | 800                 | 4580                       |  |
| Togo                      | 7351374                      | 651                 | 1612                       |  |
| Libye                     | 6244174                      | 434                 | 9792                       |  |
| Tchad                     | 11412107                     | 306                 | 2433                       |  |
| Swaziland                 | 1419623                      | 162                 | 9882                       |  |
| Égypte                    | 99375741                     | 146                 | 12994                      |  |
| Éthiopie                  | 102374044                    | 102                 | 2113                       |  |
| Mauritanie                | 3516806                      | 90                  | 4474                       |  |
| Ghana                     | 27043093                     | 30                  | 4605                       |  |

##### Commentaires
les pays voisins sont ceux qui ont le plus de membres de la diaspora.

#### Pays francophone (hors Afrique)
| Pays d'accueil | population du pays d'accueil | nombre de Congolais | PIB/habitant du pays (FMI) |  |
| -------------- | ---------------------------- | ------------------- | -------------------------- |  |
| France         | 66992699                     | 62172               | 43551                      |  |
| Belgique       | 11413203                     | 44715               | 46301                      |  |
| Suisse         | 8542323                      | 6724                | 61360                      |  |

#### Europe (hors pays francophone)
| Pays d'accueil | population du pays d'accueil | nombre de Congolais | PIB/habitant du pays (FMI) |  |
| -------------- | ---------------------------- | ------------------- | -------------------------- |  |
| Royaume-Uni    | 66040229                     | 24575               | 43620                      |  |
| Allemagne      | 83073100                     | 9299                | 50206                      |  |
| Italie         | 60483973                     | 6010                | 37970                      |  |
| Pays-Bas       | 17181084                     | 4973                | 53582                      |  |
| Suède          | 10120242                     | 3092                | 51264                      |  |
| Norvège        | 5214890                      | 2210                | 70590                      |  |
| Finlande       | 5513130                      | 1523                | 44050                      |  |
| Espagne        | 46659302                     | 1494                | 38171                      |  |
| Danemark       | 5781190                      | 1264                | 49613                      |  |
| Autriche       | 8822267                      | 926                 | 49247                      |  |

#### Autres

##### États-Unis
En 2002, l'équivalent de 22% (54) des demandeurs du statut de réfugié américain au cours de l' exercice 2002 (246) était approuvées  (PS:les demandes approuvées ont souvent été déposées au cours des années précédentes).
Il y est donc constatable qu'il y a actuellement plus de 100 fois plus de congolo-américains qu'il n'y avait de demandeur du statut de réfugié en 2002.

## Statistiques
| Pays d'accueil            | population du pays d'accueil | nombre de Congolais | PIB/habitant du pays (FMI) |  |
| ------------------------- | ---------------------------- | ------------------- | -------------------------- |  |
| Ouganda                   | 39570125                     | 303580              | 2352                       |  |
| République du Congo       | 4662446                      | 266319              | 6707                       |  |
| Rwanda                    | 12337138                     | 230622              | 2081                       |  |
| Burundi                   | 11844520                     | 167768              | 808                        |  |
| Soudan du Sud             | 11562695                     | 82755               | 1503                       |  |
| Afrique du Sud            | 54956900                     | 70077               | 13403                      |  |
| France                    | 66992699                     | 62172               | 43551                      |  |
| Tanzanie                  | 55155000                     | 62070               | 3283                       |  |
| Belgique                  | 11413203                     | 44715               | 46301                      |  |
| Angola                    | 28359634                     | 43192               | 6813                       |  |
| République centrafricaine | 5277959                      | 34601               | 681                        |  |
| États-Unis                | 328286400                    | 27601               | 59495                      |  |
| Royaume-Uni               | 66040229                     | 24575               | 43620                      |  |
| Zambie                    | 14638505                     | 22670               | 3997                       |  |
| Canada                    | 36963854                     | 68000               | 48141                      |  |
| Kenya                     | 47251000                     | 11292               | 3496                       |  |
| Allemagne                 | 83073100                     | 9299                | 50206                      |  |
| Gabon                     | 1672597                      | 8485                | 19266                      |  |
| Suisse                    | 8542323                      | 6724                | 61360                      |  |
| Italie                    | 60483973                     | 6010                | 37970                      |  |
| Australie                 | 24000300                     | 5438                | 49882                      |  |
| Pays-Bas                  | 17181084                     | 4973                | 53582                      |  |
| Botswana                  | 2155784                      | 3391                | 18146                      |  |
| Cameroun                  | 23739218                     | 3134                | 3359                       |  |
| Suède                     | 10120242                     | 3092                | 51264                      |  |
| Namibie                   | 2198406                      | 2918                | 11528                      |  |
| Mozambique                | 27220 000                    | 2337                | 1266                       |  |
| Malawi                    | 15805239                     | 2210                | 1172                       |  |
| Norvège                   | 5214890                      | 2210                | 70590                      |  |
| Érythrée                  | 6380803                      | 1688                | 1434                       |  |
| Finlande                  | 5513130                      | 1523                | 44050                      |  |
| Espagne                   | 46659302                     | 1494                | 38171                      |  |
| Danemark                  | 5781190                      | 1264                | 49613                      |  |
| Autriche                  | 8822267                      | 926                 | 49247                      |  |
| Soudan                    | 41511526                     | 800                 | 4580                       |  |
| Togo                      | 7351374                      | 651                 | 1612                       |  |
| Libye                     | 6244174                      | 434                 | 9792                       |  |
| Tchad                     | 11412107                     | 306                 | 2433                       |  |
| Swaziland                 | 1419623                      | 162                 | 9882                       |  |
| Égypte                    | 99375741                     | 146                 | 12994                      |  |
| Éthiopie                  | 102374044                    | 102                 | 2113                       |  |
| Mauritanie                | 3516806                      | 90                  | 4474                       |  |
| Ghana                     | 27043093                     | 30                  | 4605                       |  |

## Apports économiques
9 milliards de dollars US  en 2011, soit :
– près de la moitié du PIB local.
– un peu plus de l’équivalent du budget de l’État.
– plus de quatre fois l’aide publique au développement en RD Congo.

## Impact démographique sur la RDC
| année | migrants (net) | émigrants | note |
| ----- | -------------- | --------- | ---- |
| 2020  | 23861          |           |      |
| 2019  | 23861          |           |      |
| 2018  | 23861          |           |      |
| 2017  | 23861          |           |      |
| 2016  | 23861          |           |      |
| 2015  | 3012           |           |      |
| 2010  | -8685          |           |      |
| 2005  | -48313         |           |      |
| 2000  | -191635        |           |      |
| 1995  | 257421         |           |      |
| 1990  | 14,903         |           |      |
| 1985  | -90094         |           |      |
| 1980  | 20137          |           |      |
| 1975  | 5490           |           |      |
| 1970  | 48588          |           |      |
| 1965  | 24530          |           |      |
| 1960  | 15000          |           |      |
| 1955  | 0              |           |      |

| année | migrants (net) | émigrants | note |
| ----- | -------------- | --------- | ---- |
| 2025  | 23861          |           |      |
| 2030  | 0              |           |      |
| 2035  | -15000         |           |      |
| 2040  | -15000         |           |      |
| 2045  | -15000         |           |      |